# 1981 en fantasy
| Années de la fantasy : 1978 - 1979 - 1980 - 1981 - 1982 - 1983 - 1984    |
| Décennies de la fantasy : 1950 - 1960 - 1970 - 1980 - 1990 - 2000 - 2010 |

L'année 1981 a été marquée, en matière de fantasy, par les événements suivants.

## Naissances et décès

### Naissances
- 14 mai : Mélanie Guyard, romancière et nouvelliste française de fantasy et fantastique.

Personnages de fiction
- Neville Londubat, personnage de la saga Harry Potter, né le 30 juillet 1981.
- Harry Potter, personnage de la saga du même nom, né le 31 juillet 1981.

## Romans - Recueils de nouvelles ou anthologies - Nouvelles

### Romans
- Le Chien de guerre et la Douleur du monde (The War Hound and the World's Pain), roman de Michael Moorcock
- L'Exil de Sharra (Sharra's Exile), roman du Cycle de Ténébreuse, écrit par Marion Zimmer Bradley
- Franc-sorcier (Madwand), roman de Roger Zelazny ; second volume du cycle L'Enfant de nulle part
- La Griffe du demi-dieu (The Claw of the Conciliator), roman de Gene Wolfe
- Le Parlement des fées (Little, Big), roman de John Crowley
- Roi de mort (Camber the Heretic), roman du cycle des Derynis, écrit par Katherine Kurtz

### Recueils de nouvelles
- Le Livre d'or de la science-fiction : Le Monde des chimères (L'Épopée fantastique - 3)

## Films ou téléfilms
- Excalibur, film américano-britannique réalisé par John Boorman

## Sorties vidéoludiques
- The Shattered Alliance par Strategic Simulations